# Carolin Dietrich
Carolin Nytra (née le 26 février 1985 à Hambourg) est une athlète allemande spécialiste du 100 mètres haies.

## Carrière
Sixième des Championnats du monde juniors 2004, elle est éliminée en demi-finale des Jeux olympiques de 2008 et des Championnats du monde de 2009. En 2010, Carolin Nytra se classe deuxième des Championnats d'Europe par équipes de Bergen derrière la Russe Tatyana Dektyareva, puis établit la meilleure performance de sa carrière en terminant deuxième du meeting Athletissima de Lausanne avec le temps de 12 s 57. Peu après, l'Allemande monte sur la troisième marche du podium des Championnats d'Europe de Barcelone (12 s 68), derrière la Turque Nevin Yanıt et l'Irlandaise Derval O'Rourke.
Elle remporte le titre du 100 m haies des Championnats d'Allemagne quatre fois consécutivement de 2007 à 2010.
Carolin Nytra remporte son premier succès international majeur en début de saison 2011 à l'occasion des Championnats d'Europe en salle de Paris-Bercy. Elle s'impose sur 60 m haies dans le temps de 7 s 80 (meilleure performance européenne de l'année et nouveau record personnel), devançant à la photo-finish la Britannique Tiffany Ofili.
Après 2012, Carolin Dietrich rencontre de nombreuses blessures et ne fait aucune compétition jusqu'au meeting de Karlsruhe en février 2015 sur 60 m haies. Elle met un terme à sa carrière sportive le 9 juin 2016.

## Vie privée
Elle a vécu pendant six ans avec le sauteur en longueur Sebastian Bayer (recordman d'Europe en salle), avant de se séparer en 2014.

## Palmarès
| Date | Compétition                       | Lieu      | Résultat | Épreuve     | Temps   |
| ---- | --------------------------------- | --------- | -------- | ----------- | ------- |
| 2004 | Championnats du monde juniors     | Grosseto  | 6e       | 100 m haies | 13 s 62 |
| 2005 | Championnats d'Europe espoirs     | Erfurt    | 6e       | 100 m haies | 13 s 34 |
| 2007 | Championnats d'Europe espoirs     | Debrecen  | 6e       | 100 m haies | 13 s 29 |
| 2010 | Championnats d'Europe par équipes | Bergen    | 2e       | 100 m haies | 12 s 81 |
| 2010 | Championnats d'Europe             | Barcelone | 3e       | 100 m haies | 12 s 68 |
| 2011 | Championnats d'Europe en salle    | Paris     | 1re      | 60 m haies  | 7 s 80  |

## Records
| Épreuve     | Performance | Lieu     | Date           |
| ----------- | ----------- | -------- | -------------- |
| 60 m haies  | 7 s 80      | Paris    | 4 mars 2011    |
| 100 m haies | 12 s 57     | Lausanne | 8 juillet 2010 |